# 대한민국-인도 관계
대한민국과 인도 관계는 2000년의 역사를 가지고 있다. 한국은 광복절, 인도는 독립기념일로 두 나라는 8월 15일이 모두 국경기념일이기도 하다. 양국 간의 공식적인 외교관계 수립은 1973년에 이루어졌다. 그 이후로 다음과 같은 여러 가지 무역 협정이 체결되었다. 1974년 무역촉진 및 경제기술협력에 관한 협정, 1976년 과학기술협력에 관한 협정, 1985년 이중과세방지협약, 1996년 상호투자촉진, 보호협정 등이 있다.
1992년~1993년 회계연도의 5억 3천만 달러에서 2006년~2007년의 100억 달러로 양국간의 무역이 크게 증가했다. 2013년에는 176억 달러로 증가하였다.
인도와 한국의 관계는 최근 몇 년간 큰 진전을 이루었고 이해 관계, 상호간의 호의, 그리고 높은 수준의 교류에 자극받아 진정한 다차원적 관계가 되었다. 한국은 현재 인도에서 5번째로 큰 투자처다. LG나 삼성 같은 한국 기업들은 인도에 제조와 서비스 시설을 설립했고, 몇몇 한국 건설 회사들이 국도 개발 프로젝트와 같은 인도의 많은 인프라 건설 계획의 일부에 대한 보조금을 받았다. 타타 자동차가 1억200만 달러를 들여 대우 상용차를 구매한 것은 대부분 하청업체로 구성된 인도의 한국 투자를 부각시키고 있다.
한국의 인도인 커뮤니티는 8천 명으로 추산된다. 그들의 구성은 사업가, IT 전문가, 과학자, 연구 동료, 유학생, 노동자를 포함한다. 주로 직물을 취급하는 사업가가 150여 명이다. 삼성, LG와 같은 대기업을 포함하여 1,000명 이상의 IT 전문가와 소프트웨어 엔지니어들이 최근 한국에서 근무하기 위해 왔다. 그외에도 국내에는 500여명의 과학자와 박사 후기 연구학자가 있다.

## 관계
- 1973년 수교
- 2010년 포괄적경제동반자협정(CEPA) 체결[5][6][7]

## 같이 보기
- 인도의 대외 관계
- 대한민국의 대외 관계